# Tocoyena sellowiana
Tocoyena sellowiana är en måreväxtart som först beskrevs av Adelbert von Chamisso och Diederich Franz Leonhard von Schlechtendal, och fick sitt nu gällande namn av Karl Moritz Schumann. Tocoyena sellowiana ingår i släktet Tocoyena och familjen måreväxter. Inga underarter finns listade i Catalogue of Life.